# Баниев, Цынгужап
Цынгужа́п Бани́ев — бурятский религиозный деятель, 15-й Пандито Хамбо-лама, глава буддистов РСФСР (1922—1925).

## Биография
Родился в 1846 году в местности Галтай близ улуса Удунга Селенгинской степной думы, Забайкальская область. В детские годы был отдан родителями в хувараки Тамчинского дацана. 
Завершив начальный этап обучения, Цынгужап поступил на философский (чойра) факультет дацана. Успешно окончив полный курс обучения на философском факультете защитил высшую духовную учёную степень – габжа. 
В 1879 году направлен в школу хувараков при Тамчинском дацане. После 2-летней стажировки становится штатным банди-ламой в Кударинском дацане.
В 1880 году выбран на должность гэсхы-ламы Согчен дугана Тамчинского дацана, затем соржо-ламой. Проявил организаторский талант на этих постах. 
В 1896 году вошёл в состав официальной делегации бурятских лам на коронации Николая II в Санкт-Петербурге. В том же году награждён серебряной медалью в память Священного коронования их Императорского Величества на Андреевской ленте. В 1897 году награждён серебряной медалью «За усердие» на Станиславской ленте для ношения на шее.
В 1897 году оказал всестороннюю помощь востоковеду А. М. Позднееву при переводе на русский язык канона тибетской медицины «Чжуд-Ши».
В 1899 году награждён серебряной медалью «За усердие» на Аннинской ленте для ношения на шее.
В 1901—1904 годах исполнял обязанности ширээтэ-ламы (настоятеля) Тамчинского дацана. В 1904 году военным губернатором Забайкальской области Баниев назначен ширээтэ-ламой. В должности провёл полный ремонт сумэ, дуганов и хозяйственных построек монастырского комплекса Тамчинского дацана.
Во время русско-японской войны 1904—1905 гг. организовал сбор денежных средств на пожертвование по излечению раненых и больных воинов и на помощь их семьям, вдовам и сиротам. На эти цели внёс и свои средства.
В ноябре 1905 года Баниев был включён в делегацию бурятских лам, которая отправилась в Ургу на поклонение Далай-ламе ХIII. 
В 1907 году награждён бронзовой медалью Красного Креста за труды во время русско-японской войны. 
С 8 апреля 1910-го по 4 апреля 1911 года исполнял обязанности Пандито Хамбо-ламы. По общественному приговору прихода дацана, Баниев был выдвинут кандидатом на освободившуюся должность Главы буддистов Российской империи. Однако, новым Пандито Хамбо-ламой был избран Даши-Доржо Итигэлов, и утверждён на этом посту 13 февраля 1911 года императором Николаем II. 19 марта в Тамчинском дацане новый Хамбо-лама был приведён к присяге ширээтэ-ламой Цынгужапом Баниевым. 
После Февральской революции на II Всебурятском съезде, проходившем в Тамчинском дацане летом 1917 года, Хамбо-лама Итигэлов по состоянию здоровья попросил отставку. На этом съезде, при выборе нового Хамбо-ламы, бурятское духовенство разделилось на две противоборствующие группы. Консерваторов и обновленцев возглавили бывший тайша Хоринской степной думы Эрдэни Вамбоцыренов и ширээтэ-лама Тамчинского дацана Цынгунжап Баниев, а вторую – Агван Доржиев со своими сторонниками. Претендентов на эту должность было трое: от консерваторов – Баниев, от обновленцев – ширээтэ Иройского дацана Намжил Лайдапов и ширээтэ Санкт-Петербургского дацана Жигжитов, последний перед голосованием снял свою кандидатуру. В итоге новым Хамбо-ламой был избран Намжил Лайдапов. В знак протеста Баниев со своими единомышленниками покинул съезд. После этого он сложил с себя полномочия ширээтэ-ламы Тамчинского дацана. 
В декабре 1922 года в Тамчинском дацане состоялись выборы нового Хамбо-ламы, им был избран Цынгунжап Баниев. На этом посту он, несмотря на свой консерватизм, сумел построить отношения с Советской властью и ламами-обновленцами, и годы его управления духовной жизнью прошли спокойно. 
В 1925 году Цынгужап Баниев умер.
В памяти народа Баниев остался одним из выдающихся его духовных деятелей, блестящим организатором и высокообразованным учителем.